# Золотая деньга

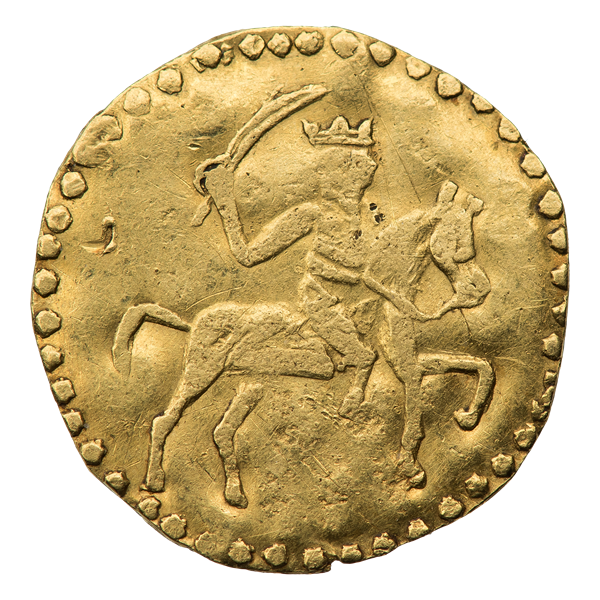
Золотая деньга Михаила Фёдоровича (аверс) (новодел)

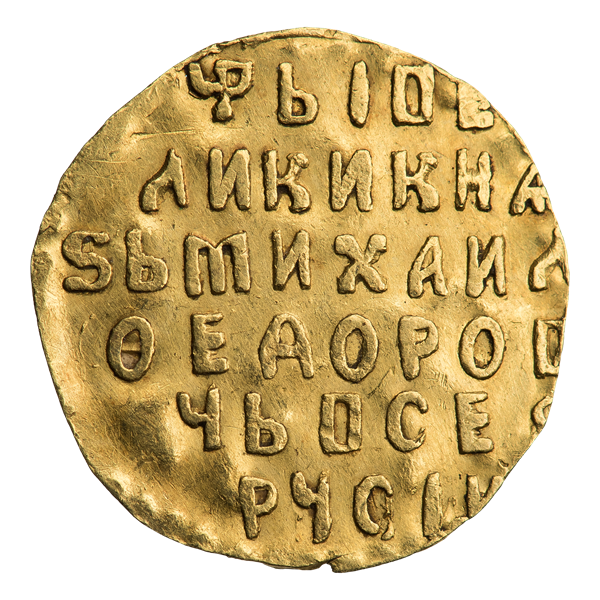
Золотая деньга Михаила Фёдоровича (реверс) (новодел)

Золотая деньга (или денга), также золотая московка — русская монета XVII века. По оформлению и весу соответствовала деньге серебряной.

## История
Впервые выпущены в оборот при Василии Шуйском одновременно с золотыми копейками. Выпуск был связан с нехваткой серебра в казне, из-за выплат шведским наёмникам. Стоимость приравнивалась к 10 серебряным деньгам (или 5 копейкам). Золотая соответствовала по облику и весу серебряной. Официально была введена указом Шуйского в мае 1610 года, где говорилось, что монеты предназначены для выплат служилым людям и иностранцам, также они принимались для оплаты налогов и пошлин в казну. Чеканка происходила в Москве. Выпуск продолжался очень недолго из-за свержения Шуйского.
Впервые в русской истории золотые монеты были введены в настоящий денежный оборот, ранее золотые монеты чеканились, но использовались как награды и сувениры, но не действительные платёжные средства.
Также именно с выпуском золотых монет связывают мятеж наёмников, служивших под командованием шведского военачальника Делагарди, когда после распространения слухов о золоте во время боя войско стало неуправляемым, солдаты обернулись назад, разграбили обоз и разбежались, а Делагарди заключил сепаратный мир с Жолкевским.
Встречаются и более поздние золотые деньги — например, времён Михаила Фёдоровича, а также их современные реплики. Обстоятельства их выпуска не ясны.

## Описание
Вес монеты должен был составлять 2 почки (0,34 грамма).